# Roy Scheider
Roy Richard Scheider (Orange, 10 novembre 1932 – Little Rock, 10 febbraio 2008) è stato un attore statunitense.
Attore versatile, capace di interpretare i ruoli più disparati, dal buono al violento, al duro, ottenne due candidature all'Oscar e partecipò sin dai primi anni sessanta a pellicole di successo, venendo fin dagli esordi "condannato per anni a ruoli da macho per il suo fisico nervoso e l'espressione cattiva".
Tra le sue interpretazioni principali e di maggior impatto, da ricordare il protettore di prostitute Frank Ligourin in Una squillo per l'ispettore Klute (1971), il solitario e scontroso detective Buddy Russo in Il braccio violento della legge (1971), che gli valse una candidatura agli Oscar, il capitano della polizia Martin Brody in Lo squalo (1975), il misterioso Henry David Levy in Il maratoneta (1976), il losco camionista Jackie Scanlon in Il salario della paura (1977), il duro e tuttofare ballerino Joe Gideon in All That Jazz - Lo spettacolo comincia (1979), per il quale ricevette la seconda candidatura agli Oscar, il veterano e tormentato poliziotto Frank Murphy in Tuono blu (1982), il determinato e cupo dottor Sam Rice di Una lama nel buio (1982), l'impavido scienziato Heywood Floyd in 2010 - L'anno del contatto (1984), il freddo e impassibile killer Cohen in Le strade della paura (1989).

## Biografia

### Giovinezza
Scheider nacque ad Orange, nel New Jersey, il 10 novembre 1932, figlio di Roy Bernhard Scheider, un meccanico statunitense di origini tedesche e di religione protestante, e di Anna Crosson, una casalinga statunitense di origini irlandesi e di religione cattolica.
Dal 1946 cominciò a praticare la boxe principalmente per perdere peso, come rivelerà in un'intervista molti anni dopo. Fu uno dei pugili esordienti più famosi di allora nel New Jersey. Nel suo secondo incontro Scheider si procurò anche una frattura al setto nasale, ma in seguito vinse quasi tutti gli incontri disputati.
Terminò la boxe nel 1949, quando all'età di 17 anni decise di intraprendere gli studi di recitazione. S'iscrisse così all'accademia delle arti drammatiche e completò gli studi verso la metà degli anni cinquanta.

### Carriera
Debuttò sul grande schermo nel 1963 nell'horror The Curse of the Living Corpse, dove fu co-protagonista con Helen Warren. Seguirono poi alcuni ruoli secondari in alcuni film minori, come Lamp at Midnight (1966) con Melvyn Douglas, e Un assassino per un testimone (1969), interpretato anche da Patrick O'Neal. Nel 1971 Scheider conquistò la notorietà con due celebri pellicole: Una squillo per l'ispettore Klute, dove interpretò Frank Ligourin, un protettore di prostitute, e soprattutto con Il braccio violento della legge, dove grazie al ruolo di Buddy Russo, collega-spalla di Gene Hackman, ottenne la candidatura all'Oscar al miglior attore non protagonista.
Dopo la partecipazione al film Funerale a Los Angeles (1975), entrò nell'olimpo dei miti di Hollywood grazie al film Lo squalo di Steven Spielberg, in cui interpretò il protagonista Martin Brody, un angosciato capo della polizia alle prese con uno squalo mangia-uomini, ampiamente definito il suo ruolo più celebre. La battuta pronunciata da Brody/Scheider ("Ci serve una barca più grossa") è entrata al 35º posto nella lista delle 100 frasi più celebri di sempre dell'American Film Institute. Scheider prenderà parte anche al sequel Lo squalo 2 (1978), per poi abbandonare definitivamente il personaggio. Nel 1976 interpretò anche il ruolo del fratello di Dustin Hoffman in Il maratoneta.
Entrato tra i miti del cinema, Scheider recitò in altri capolavori come All That Jazz - Lo spettacolo continua (1979) di Bob Fosse, con il quale ottenne una seconda candidatura all'Oscar al miglior attore protagonista, Una lama nel buio (1982) al fianco di Meryl Streep, Tuono blu (1983) e 2010 - L'anno del contatto (1983), le uniche due pellicole di fantascienza cui abbia preso parte, Le strade della paura (1989) accanto ad Adam Baldwin, mentre rifiutò - nonostante le insistenze sia dei fan che della produzione - di riprendere il ruolo di Martin Brody in Lo squalo 4 - La vendetta, per poi apparire in La casa Russia (1990). Tra il 1993 e il 1996 fu protagonista della serie SeaQuest - Odissea negli abissi, telefilm avventuroso di grande successo della NBC prodotto da Steven Spielberg. Dopo la chiusura della serie, apparve prevalentemente in ruoli secondari o brevi camei.
Nel 1997 recitò in un cameo in L'uomo della pioggia - The Rainmaker diretto da Francis Ford Coppola. Le sue ultime interpretazioni di rilievo furono nel film bellico di Giorgio Serafini Texas 46 (2002), affiancato da Luca Zingaretti, e negli ultimi due capitoli della saga Dracula's Legacy nel 2003 e nel 2005. Interpreterà anche un piccolo ruolo nell'action-movie The Punisher (2004) con Thomas Jane, mentre nel 2009 uscì postumo il film Justic Vengeance.

### Decesso
Morì il 10 febbraio 2008 all'ospedale di Little Rock, in Arkansas, all'età di 75 anni, per un mieloma multiplo che lo aveva colpito due anni prima. Dopo i funerali il corpo venne cremato.

## Vita privata
Dal primo matrimonio con Cynthia Bebout, durato dal 1962 al 1986, Scheider ebbe una figlia, Maximiliana. Si risposò l'11 febbraio 1989 con Brenda King: la coppia ebbe un figlio, Christian (nato nel 1990) e adottò una bambina, Molly.

## Filmografia

### Cinema
- The Curse of the Living Corpse, regia di Del Tenney (1964)
- Un giorno... di prima mattina (Star!), regia di Robert Wise (1968)
- Paper Lion, regia di Alex March (1968)
- Un assassino per un testimone (Stiletto), regia di Bernard L. Kowalski (1969)
- Loving - Gioco crudele (Loving), regia di Irvin Kershner (1970)
- Mannequin - Frammenti di una donna (Puzzle of a Downfall Child), regia di Jerry Schatzberg (1970)
- Una squillo per l'ispettore Klute (Klute), regia di Alan J. Pakula (1971)
- Il braccio violento della legge (The French Connection), regia di William Friedkin (1971)
- L'attentato (L'Attentat), regia di Yves Boisset (1972)
- Funerale a Los Angeles (Un Homme est mort), regia di Jacques Deray (1972)
- Squadra speciale (The Seven-Ups), regia di Philip D'Antoni (1973)
- Sheila Levine Is Dead and Living in New York, regia di Sidney J. Furie (1975)
- Lo squalo (Jaws), regia di Steven Spielberg (1975)
- Il maratoneta (Marathon Man), regia di John Schlesinger (1976)
- Il salario della paura (Sorcerer), regia di William Friedkin (1977)
- Lo squalo 2 (Jaws 2), regia di Jeannot Szwarc (1978)
- Il segno degli Hannan (Last Embrace), regia di Jonathan Demme (1979)
- All That Jazz - Lo spettacolo continua (All That Jazz), regia di Bob Fosse (1979)
- Una lama nel buio (Still of the Night), regia di Robert Benton (1982)
- Tuono blu (Blue Thunder), regia di John Badham (1983)
- 2010 - L'anno del contatto (2010), regia di Peter Hyams (1984)
- Mishima - Una vita in quattro capitoli (Mishima: A Life in Four Chapter), regia di Paul Schrader (1985) (voce)
- Club di uomini (The Men's Club), regia di Peter Medak (1986)
- 52 gioca o muori (52 Pick-Up), regia di John Frankenheimer (1986)
- Le strade della paura (Cohen and Tate), regia di Eric Red (1989)
- Doppia verità (Listen to Me), regia di Douglas Day Stewart (1989)
- Nightgame - Partita con la morte (Night Game), regia di Peter Masterson (1989)
- La quarta guerra (The Fourth War), regia di John Frankenheimer (1990)
- La casa Russia (The Russia House), regia di Fred Schepisi (1990)
- Il pasto nudo (Naked Lunch), regia di David Cronenberg (1991)
- Triplo gioco (Romeo Is Bleeding), regia di Peter Medak (1993)
- The Definite Maybe, regia di Sam Sokolow (1997)
- Trappola per il presidente (Executive Target), regia di Joseph Merhi (1997)
- Confronto finale (The Rage), regia di Sidney J. Furie (1997)
- I segreti del cuore (The Myth of Fingerprints), regia di Bart Freundlich (1997)
- The Peacekeeper - Il pacificatore (The Peacekeeper), regia di Frédéric Forestier (1997)
- L'uomo della pioggia - The Rainmaker (The Rainmaker), regia di Francis Ford Coppola (1997)
- Missione finale (Plato's Run), regia di James Becket (1997)
- The White Raven, regia di Jakub Z. Rucinski e Andrew Stevens (1998)
- Evasive Action, regia di Jerry P. Jacobs (1998)
- Better Living, regia di Max Mayer (1998)
- Falling Through, regia di Colin Bucksey (2000)
- The Doorway, regia di Michael B. Druxman (2000)
- Daybreak - Scosse mortali (Daybreak), regia di Jean Pellerin (2000)
- Angels Don't Sleep Here, regia di Paul Cade (2001)
- Sulle tracce del passato (Time Lapse), regia di David Worth (2001)
- Texas 46, regia di Giorgio Serafini (2002)
- Red Serpent, regia di Gino Tanasescu (2002)
- Dracula II: Ascension, regia di Patrick Lussier (2003)
- Citizen Verdict, regia di Philippe Martinez (2003)
- The Punisher, regia di Jonathan Hensleigh (2004)
- Dracula III - Il testamento (Dracula III: Legacy), regia di Patrick Lussier (2005)
- Love Thy Neighbor, regia di Nick Gregory (2005)
- The Poet, regia di Damian Lee (2007)
- If I Didn't Care, regia di Ben Cummings (2007)
- Dark Honeymoon, regia di David O'Malley (2008)
- Iron Cross, regia di Joshua Newton (2009)

### Televisione
- Ai confini della notte (The Edge of Night) - serie TV (1962)
- Camera Three - serie TV, 1 episodio (1964)
- Love of Life - serie TV (1965-1966)
- Lamp at Midnight - Film TV (1966)
- Coronet Blue - serie TV, 1 episodio (1967)
- The Secret Storm - serie TV, 1 episodio (1967)
- N.Y.P.D. - serie TV, 1 episodio (1968)
- Hidden Faces - serie TV (1968-1969)
- This Town Will Never Be the Same, regia di David Pressman - film TV (1969)
- Where the Heart Is - serie TV, 1 episodio (1969)
- Cannon - serie TV, 1 episodio (1971)
- To Be Young, Gifted, and Black, regia di Michael Schultz - film TV (1972)
- Destinazione Monaco (Assignment: Munich), regia di David Lowell Rich - film TV (1972)
- Prigioniero senza nome (Jacob Timerman: Prisoner Without a Name, Cell Without a Number), regia di Linda Yellen - film TV (1983)
- Tiger Town, regia di Alan Shapiro - film TV (1983)
- Listen to Me - Parlami di te, regia di Douglas Day Stewart - film TV (1989)
- Prova d'innocenza (Somebody Has to Shoot the Picture), regia di Frank Pierson - film TV (1990)
- Contact: The Yanomami Indians of Brazil - documentario, narratore (1991)
- L'orma del Califfo (Wild Justice), regia di Tony Wharmby - film TV (1993)
- SeaQuest - Odissea negli abissi (SeaQuest'DSV) - serie TV, 47 episodi (1993-1995)
- Un lupo per amico (Silver Wolf), regia di Peter Svatek - film TV (1998)
- Money Plays, regia di Frank D. Gilroy - film TV (1998)
- Il settimo papiro (The Seventh Scroll) - miniserie TV (1999)
- RKO 281 - La vera storia di Quarto potere (RKO 281), regia di Benjamin Ross - film TV (1999)
- Rischio mortale (Chain of Command), regia di John Terlesky - film TV (2000)
- The Diamond Hunters - miniserie TV (2001)
- King of Texas, regia di Uli Edel - film TV (2002)
- Squadra Emergenza (Third Watch) serie TV, 6 episodi (2002)
- Law & Order: Criminal Intent - serie TV, 2 episodi (2006-2011)

## Riconoscimenti
- Premio Oscar
  - 1972 – Candidatura al miglior attore non protagonista per Il braccio violento della legge
  - 1980 – Candidatura al miglior attore per All That Jazz - Lo spettacolo comincia

## Doppiatori italiani
Nelle versioni in italiano delle opere in cui ha recitato, Roy Scheider è stato doppiato da:
- Manlio De Angelis in Squadra speciale, Lo squalo, Lo squalo 2, All That Jazz - Lo spettacolo comincia, Tuono blu, 52 gioca o muori, Le strade della paura, Doppia verità, La casa Russia, The Punisher
- Michele Kalamera ne Il pasto nudo, Triplo gioco, Daybreak - Scosse mortali, Sulle tracce del passato, Texas '46, Red Serpent, Dracula II: Ascension, Dracula III - Il testamento
- Emilio Cappuccio in Prova di innocenza, I segreti del cuore, Il mercante di diamanti
- Romano Malaspina in The Peacekeepr - Il pacificatore, Missione finale
- Oreste Rizzini ne Il segno degli Hannan, Rischio mortale
- Franco Zucca in Money Plays, King of Texas
- Renato Mori ne Il braccio violento della legge
- Cesare Barbetti ne Il salario della paura
- Sandro Iovino in 2010 - L'anno del contatto
- Luigi Vannucchi ne Il maratoneta
- Stefano Carraro in Una lama nel buio
- Rino Bolognesi in Night Game - Partita con la morte
- Dario Penne in Trappola per il presidente
- Pino Locchi in La quarta guerra
- Carlo Sabatini in SeaQuest - Odissea negli abissi
- Ferruccio Amendola ne Il settimo papiro
- Luciano De Ambrosis in Funerale a Los Angeles
- Pino Colizzi in Una squillo per l'ispettore Klute
- Stefano De Sando in RKO 281 - La vera storia di Quarto potere
- Roberto Herlitzka in L'uomo della pioggia - The Rainmaker
- Giancarlo Giannini in L'orma del califfo
- Luca Biagini in Citizen Verdict
- Giorgio Lopez in Squadra Emergenza
- Angelo Nicotra in Squadra Emergenza (ep. 3x21)
- Mario Zucca in Law & Order: Criminal Intent
- Rodolfo Bianchi in Lo squalo (ridoppiaggio)
- Nino Prester in Lo squalo 4 - La vendetta (archivio)

Da doppiatore è stato sostituito da:
- Michele Kalamera in Mishima - Una vita in quattro capitoli
- Manlio De Angelis ne I Griffin